# 建国街道 (临江市)
建国街道，是中华人民共和国吉林省白山市临江市下辖的一个乡镇级行政单位。

## 行政区划
建国街道下辖以下地区：
建国社区、台兴社区、解放社区、世纪春社区和台兴村。